# Goodenia porphyrea
Goodenia porphyrea är en tvåhjärtbladig växtart som först beskrevs av Carolin, och fick sitt nu gällande namn av R. Carolin. Goodenia porphyrea ingår i släktet Goodenia och familjen Goodeniaceae. Inga underarter finns listade i Catalogue of Life.